# Madhukar
Madhukar (Sanskrt, dobesedno: »Ljubljeni, sladek kot med«, * November 4, 1957 v Štutgartu) je nemški avtor, Advaita učitelj  in guru ter ustanovitelj Joge tišine.

## Življenje
Madukar se je rodil v Stuttgartu, kjer je tudi odraščal. Po univerzitetnem študiju ekonomije in filozofije se je v  Nemčiji zaposlil kot televizijski novinar.
V zgodnjih osemdesetih je Madhukar več let potoval po Aziji in se učil ob tantrično-budističnem Dzogchen-mojstru Namkhai Norbu. Izkusil je to, čemur pravi »spontano Kundalini-prebujenje«. Leta 1992, v času bivanja v Indiji, je srečal svojega mojstra H.W.L. Poonja, učenca indijskega modreca Ramane Maharšija.

## Aktualne dejavnosti
Od leta 1997 Madhukar širi svoje znanje po svetu v tradicionalni obliki Satsanga (sat = resnica in sangha = skupnost) na srečanjih in umikih. Srečanja z njim so osredotočena na samoizpraševanje (Atma-Vichara) z vprašanjem »Kdo sem Jaz?« in pogovore na osnovi nedvojnosti. 
Madhukar poudarja, da obstaja velika povezava med duhovnostjo in spoznanji moderne znanosti. Pravi, da kvantna fizika trdi, da je transcendentalna energija temelj vsega obstoječega in, da je to spoznanje v harmoniji z duhovnostjo. Madhukar pravi, da vsakdo lahko to izkusi, saj je ta energija bistvo vsega univerzuma in vseh bitij. V tej zavesti je vse enost, vse je eno.

## Osnovna izjava filozofije
Po Madhukarjevih besedah človeštvo živi v zmotnem prepričanju o pravem »Jazu«. »Človek verjame, da ima svobodo delovanja in da živi v objektivnem svetu. Ta zaznava je omejena. V resnici je vsako živo bitje čista zavest, v kateri se svet subjektivno pojavlja. Z vprašanjem »Kdo sem Jaz?« zaznana, omejena resničnost postane vprašljiva in čista zavest (prava narava) je lahko izkušena. Brezdvomna istovetnost s pravo naravo je absolutna svoboda, vsemogočna ljubezen in tiha radost«.

## Publikacije
- Yoga der Liebe, Ganapati Verlag, 1.Auflage, ISBN 978-3-9813398-0-2
- Einssein, Lüchow publishers, 1st edition, Stuttgart, Germany 2007, ISBN 978-3-363-03120-1
- Erwachen in Freiheit, Lüchow publishers, 2nd edition, Stuttgart, Germany 2004, ISBN 3-363-03054-1
- The Simplest Way, Editions India, 2nd edition, USA & India 2006, ISBN 81-89658-04-2.
- Самый простой способ, издательство Ганга, Москва 2008, 1-е издание, ISBN 5-98882-063-8
- La via più semplice, Om Edizioni, Bologna, ISBN 978-88-95687-22-3
- Единство, Издательство: Ганга, 2009 г, ISBN 978-5-98882-098-7
- Dialoger med Madhukar, GML Print on Demand AB, 2009, ISBN 978-91-86215-28-6
- Najenostavnejša pot do razsvetljenja, Maribor 2012, ISBN 978-961-276-615-3
- Freedom here and now, Musik-CD
- Garden of Love, Musik-CD von Madhukar & Sofya